# Tonino Guerra
Antonio „Tonino” Guerra (Santarcangelo di Romagna, 1920. március 16. – Santarcangelo di Romagna, 2012. március 21.) olasz költő, író és forgatókönyvíró, aki a világ legjelentősebb filmrendezőivel dolgozott együtt.

## Élete és munkássága
Santarcangelo di Romagnában született.
A The Guardianben megjelent gyászjelentése szerint először akkor kezdett verseket írni, amikor egy németországi fogolytáborba internálták 22 évesen más santarcangelói antifasisztákkal együtt.

„To pass the time he told his companions stories: when he came home in 1945 he found a publisher for a book of them, I Scarabocc (Cockroaches, but also "scribblings").”

30 évesen Rómába költözött, és tanítóként dolgozott. Ezalatt találkozott Elio Petrivel, a Vizsgálat egy minden gyanú felett álló polgár ügyében (1970) című film leendő rendezőjével, aki Giuseppe De Santis asszisztenseként dolgozott. Guerra azután szerezhette meg első forgatókönyvírói megbízását, hogy Petrivel az Abruzzi-hegységbe mentek, hogy tájékozódjanak a farkasvadászatról; „Bár felfedezték, hogy a farkasvadászok már nem léteznek, De Santis mindenesetre folytatta az Uomini e Lupi (Férfiak és farkasok, 1957) című filmmel.”
Bár Cesare Zavattini követője volt, aki alapvetően meghatározta az olasz neorealizmus stílusát és erkölcsét, Guerra eltért mentorától: míg Zavattini a saját társadalmi és morális spekulációiba irányította azokat a rendezőket, akikkel együttműködött, addig Guerra a filmkészítőkhöz ment, és segített nekik előmozdítani a saját koncepciójukat. Olyan filmesekkel dolgozott együtt, mint Michelangelo Antonioni, L'Avventura (A kalan, La notte (Az éjszaka), L'Eclisse (Napfogyatkozás), A Vörös sivatag, Nagyítás, Zabriskie Point és az Identification of a Woman (Egy nő azonosítása) című filmekben ; Federico Fellini: Amarcordban ; Theo Angelopoulos: Tájak a ködben, Örökkévalóság és egy nap és Trilógia: A síró rét ; Andrej Tarkovszkij: Nosztalgiában ; és Francesco Rosi: a Mattei-ügyben, a Lucky Lucianóban és Exquisite Corpsesben.
1990-ben Guerra Giovanni Urbinatival együttműködve létrehozta a „La Cattedrale dove va a dormire il mare/A katedrális, ahol a tenger elalszik” című kiállítást a [[Bologna>]] melletti budriói felszentelt templomban.
1995-ben a 19. Moszkvai Nemzetközi Filmfesztiválon kitüntető oklevéllel jutalmazták.
Ateista volt.

## Válogatott filmográfia

### Íróként
- Piece of the Sky (1959)
- L'avventura (1960)
- La notte (1961)
- The Assassin (1961)
- I giorni contati (1962)
- L'Eclisse (1962)
- Vörös sivatag (1964)
- Házasság olasz módra (1964)
- Casanova 70 (1965)
- Blow-Up (1966)
- Catch As Catch Can (1967)
- Ghosts – Italian Style (1968)
- In Search of Gregory (1969)
- A Quiet Place in the Country (1969)
- The Voyeur (1970)
- Zabriskie Point (1970)
- The Mattei Affair (1972)
- Lucky Luciano (1973)
- Amarcord (1973)
- Illustrious Corpses (1976)
- Caro Michele (1976)
- Butterfly on the Shoulder (1978)
- Krisztus megállt Eboliban (1979)
- The Night of the Shooting Stars (1981)
- Identification of a Woman (1982)
- Voyage in Time (1983)
- Nostalghia (1983)
- And the Ship Sails On (1983)
- IV. Henrik (film) (1984)
- Voyage to Cythera (1984)
- Ginger és Fred (1985)
- The Beekeeper (1986)
- Chronicle of a Death Foretold (1987)
- Landscape in the Mist (1988)
- Burro (1989)
- Dimenticare Palermo (1989)
- The Sun Also Shines at Night (1990)
- The Suspended Step of the Stork (1991)
- Beyond the Clouds (1995)
- Eternity and a Day (1998)
- Ulysses' Gaze (1995)
- Tierra del fuego (2000)
- Trilogy: The Weeping Meadow (2004)
- Bab'Aziz (2005)

### Színészként
- Er Più – Storia d'amore e di Coltello (1971)
- Naissance d'un Golem (1991) – (nem hitelesített)
- Le Chien, le Général et les Oiseaux (2003) – Il generale (hang)

## Fordítás
- Ez a szócikk részben vagy egészben  a   Tonino Guerra című angol Wikipédia-szócikk ezen változatának fordításán alapul.  Az eredeti cikk szerkesztőit annak laptörténete sorolja fel. Ez a jelzés csupán a megfogalmazás eredetét és a szerzői jogokat jelzi, nem szolgál a cikkben szereplő információk forrásmegjelöléseként.